# Matsūra Kōichirō
Matsūra Kōichirō (松浦 晃一郎 (Tùng Phố Hoảng Nhất Lang) sinh ngày 29 tháng 9 năm 1937 tại tỉnh Yamaguchi) là một nhà ngoại giao Nhật Bản. Ông là nguyên Tổng giám đốc UNESCO. Ông được bầu lần đầu tiên vào năm 1999 với nhiệm kỳ 6 năm và tái đắc cử vào ngày 12 tháng 10 năm 2005 trong 4 năm, sau một cuộc cải tổ được thiết lập bởi phiên họp thứ 29 của Đại hội đồng. Vào tháng 11 năm 2009, Irina Bokova là người thay thế ông.
Ông theo học luật tại Đại học Tōkyō và kinh tế tại Cao đẳng Haverford (Pennsylvania, Hoa Kỳ) và bắt đầu sự nghiệp ngoại giao của mình vào năm 1959. Các vị trí do ông Matsuura đảm nhiệm bao gồm Tổng giám đốc Cục Hợp tác Kinh tế thuộc Bộ Ngoại giao Nhật Bản. (1988); Vụ trưởng Vụ Bắc Mỹ, Bộ Ngoại giao (1990); và Thứ trưởng Bộ Ngoại giao (1992–1994). Ông là Đại sứ của Nhật Bản tại Pháp từ năm 1994 đến năm 1999. Sau một năm giữ chức Chủ tịch Ủy ban Di sản Thế giới của UNESCO, ông trở thành Tổng Giám đốc thứ chín của UNESCO vào ngày 12 tháng 11 năm 1999.